# Boo-box
boo-box/ftpi é uma empresa brasileira de tecnologia de publicidade e mídias sociais que exibe propaganda para 60 milhões de pessoas por mês no Brasil. Considerada pela revista FastCompany uma das 5 empresas de publicidade mais inovadoras do mundo, apontada pela Forbes como uma das 2 empresas mais inovadoras do Brasil e descrita pelo site TechCrunch como o "Ad Network Brasileiro da Web 2.0". Os principais produto da empresa são um Ad Network (rede de publicidade) com blogs, sites, podcasts, aplicativos, além da comercialização com exclusividade de publicidade em portais e streamings de música e vídeo. A empresa foi vendida em outubro de 2015 para a FTPI Digital, empresa do Grupo FTPI, e passou a se chamar boo-box/ftpi .

## História
A boo-box/ftpi surgiu a partir de um projeto do fundador Marco Gomes em dezembro de 2006; em 2007 o sócio Marcos Tanaka se juntou ao projeto e a empresa foi criada com um investimento de 300 mil dólares da Monashees Capital. Em 2010 a empresa ganhou ainda mais atenção internacional ao receber um investimento do tipo Series A da Intel Capital, de valor não-divulgado. Em 2011 a boo-box/ftpi se uniu à argentina Popego, dando origem a uma nova unidade de negócios, a holding Grupo 42. Em julho de 2012, a boo-box – mídia digital anunciou a entrada do novo CEO, Luis Bernardes, executivo oriundo dos mercados de educação (Anhembi Morumbi) e telecomunicações (Vivo e Claro). Em outubro de 2015 a companhia foi vendida para a FTPI Digital, o fundador Marco Gomes se desligou da empresa, que passou a ser subsidiária da nova controladora e gerida pela então CEO, Mariana Mafra. Em 2017, Marina Cunha foi contratada como nova CEO da empresa.

## Na mídia
A história da boo-box/ftpi e de seu fundador são retratadas detalhadamente no livro "Brilliant, Crazy, Cocky – How The Top 1% of Global Entrepreneurs Profit From Global Chaos" ("Brilhante, Doido, Convencido: como 1% dos empreendedores de mais sucesso lucram com o caos global"), da jornalista americana Sarah Lacy Nos capítulos 1 e 8, "Brilliant, Crazy, Cocky" retrata a infância e adolescência do fundador Marco Gomes em Gama (DF) –, assim como a história da criação da empresa e seus primeiros 4 anos de desenvolvimento.
Em 2012 a boo-box/ftpi foi reconhecida pela revista FastCompany como uma das 50 empresas mais inovadoras do mundo, a lista também inclui empresas como Apple Inc., Google, Twitter e Facebook. A lista da FastCompany deu origem à matéria "Brazil's Top 10 Most Innovative Companies" ("As 10 empresas mais inovadoras do Brasil") em matéria escrita por Ricardo Geromel, contribuidor da revista Forbes, onde o autor aponta a boo-box como a 2ª empresa mais inovadora do país, segundo a revista Fast Company, a lista inclui empresas como EBX, Embraer e Petrobras.